# Enough (음반)
《Enough》는 2018년 9월 21일에 발매된 보이스토리의 첫 번째 앨범이자 첫 번째 미니 앨범이다.

## 발매 배경
중국 시장에 진출한 JYP 엔터테인먼트는 2016년 2월 19일 차이나 뮤직 코퍼레이션과 음원 유통 파트너십을 체결했다. 이어 JYP 엔터테인먼트는 텐센트 뮤직 엔터테인먼트와 공동으로 Beijing Xin Sheng Entertainment Co. Ltd.를 설립했다.. 같은 해 보이 그룹 보이스토리 데뷔를 감독 한 그는
2017년 4월 5일 오션 뮤직과 JYP 엔터테인먼트는 실내 엔터테인먼트, 문화 및 예술 교류, 영화 및 TV 기획 및 기타 협업 측면을 위해 Beijing Xin Sheng Entertainment Co., Ltd.를 결성했다. 몇 달 후 J.Y.Park, 잭슨, 페이 및 10살 중국인 연습생이 중국으로 갔다. 로드쇼 스타일의 오디션을 녹화하여 더 많은 훈련생을 모집하여 중국 보이 그룹을 만들었다. 힙합 스타일의 왕국. 쇼의 이름은 "Guaishushu Is Coming"이며 대규모 오디션을 통해 여러 도시를 여행한 후 최종 라운드를 통해 한국에서 훈련할 멤버를 선택하는 것이다.
NCC는 생산 관리 그룹인 텐센트 뮤직 그룹에 위치한 JYP 베이징 문화 센터 베이징, 중국. NCCE라고도 한다. NCCE (New Creative Content Entertainment)는 고품질 콘텐츠를 제작하여 중국 엔터테인먼트 산업의 문화 및 엔터테인먼트 트렌드를 선도하여 새로운 활력을 가져다준다. 현재, 그들은보다 효과적으로 한국 엔터테인먼트 금지에도 불구하고 중국 연예인을 촉진하기 위해 노력하고 효과적으로 촉진하는 소년의 이야기에, 새로운 중국 소년 그룹을 중국.

## 진수
2017년 9월 때문에, 특별한 계획 "진짜! 프로젝트는"9월 2018년에 그것은에 형성되었다. 공식 데뷔를 만들기 위해 네 개의 싱글로 발표된 JYP 엔터테인먼트의 비전의 K-POP 3.0 "위치로 세계화  "이 전략을 가진 첫 번째 그룹인 그룹은 한국의 JYP에서 훈련을 받았다. 첫 번째 싱글은 〈HOW OLD R U〉다. 두 번째 싱글은 2017년 12월 15일에 발매된 〈Can't Stop〉이었고 세 번째 싱글은〈JUMP UP〉2018년에 출시 마지막 데뷔 싱글의 창시자에 의해 제작되었다 이전에 JYP 엔터테인먼트, 박진영 자신. 노래,〈Handz Up〉2018년 6일 12월에 런칭되었다.
보이 스토리는 2018년 9월 21일 데뷔 전 싱글을 모두 수록한 첫 미니 앨범 Enough 와 데뷔곡 《Enough》로 정식 데뷔했다.

## 수록 내용
| #            | 제목           | 재생 시간 |
| ------------ | -------------- | --------- |
| 1.           | 〈How Old RU〉 | 3:31      |
| 2.           | 〈Can’t Stop〉 | 3:34      |
| 3.           | 〈Jump Up〉    | 3:55      |
| 4.           | 〈Handz Up〉   | 3:08      |
| 5.           | 〈Enough'〉    | 3:23      |
| 총 재생 시간 | 총 재생 시간   | 16:51     |